# Staurastrum gracile
Staurastrum gracile  là một loài Song tinh tảo trong họ Desmidiaceae, thuộc chi Staurastrum.